# Moon (canción)
"Moon" es una canción de la cantante islandesa Björk. Es la primera canción de su álbum Biophilia y fue publicada como el cuarto sencillo. Cada canción en el álbum destaca un tema relacionado con la naturaleza. En "Moon", Björk explora el ciclo lunar y su relación sobre la Tierra.

## Video musical
El video para "Moon" fue dirigido por Björk, M/M Paris, Inez & Vinoodh y James Merry y grabado espontáneamente durante la sesión de fotos para Biophilia
En El Se puede apreciar a Björk Moviéndose al Compás de la música y sonando su cinturón en forma de arpa.
- Datos: Q3323541